# Palazzo Rospigliosi di via del Duca

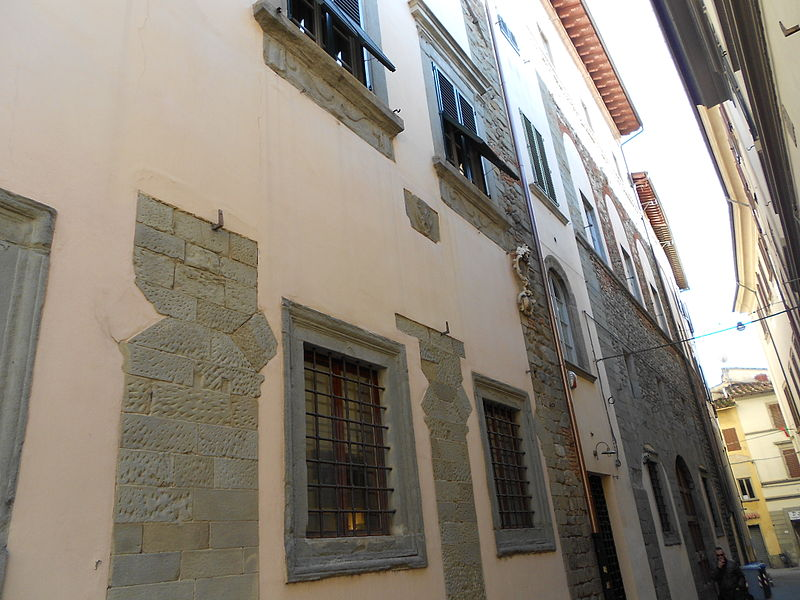
La facciata di Palazzo Rospigliosi di via del Duca a Pistoia

Palazzo Rospigliosi è un palazzo storico che si trova a Pistoia in via del Duca.

## Storia
L'antico palazzo Rospigliosi, detto del Duca dalla strada sulla quale si affaccia (così chiamata da quando nel 1667 il Principe Giovanni Battista Rospigliosi ricevette il titolo di Duca di Zagarolo), fu innanzitutto la residenza della nobile famiglia degli Ammannati.
Nel 1306 divenne di proprietà dei Marchesi Malaspina, coi quali i Rospigliosi intrattennero sempre strette relazioni. Intorno alla metà del XVI secolo, attraverso una serie di passaggi, divenne proprietà di Girolamo Rospigliosi, poi di suo figlio Camillo (fratello di papa Clemente IX) quindi, tramite il principe Giovanni Battista Rospigliosi, del ramo dei principi Rospigliosi Pallavicini.
Qui nel 1600 nacquero Giulio Rospigliosi, eletto papa Clemente IX nel 1667, e suo fratello don Camillo Rospigliosi, padre del Principe Giovanni Battista, Duca di Zagarolo, che sposando la Principessa Maria Camilla Pallavicini darà origine al ramo dei Principi Rospigliosi Pallavicini, e di donna Caterina Rospigliosi Banchieri, sepolta nella antistante chiesa dello Spirito Santo, madre di quel Pietro Banchieri Rospigliosi che, per volere di papa Clemente IX (suo zio), fu rappresentato in un celebre ciclo pittorico realizzato da Jacob Ferdinand Voet e intitolato Il bambino Rospigliosi.

## La cappella di Santa Caterina

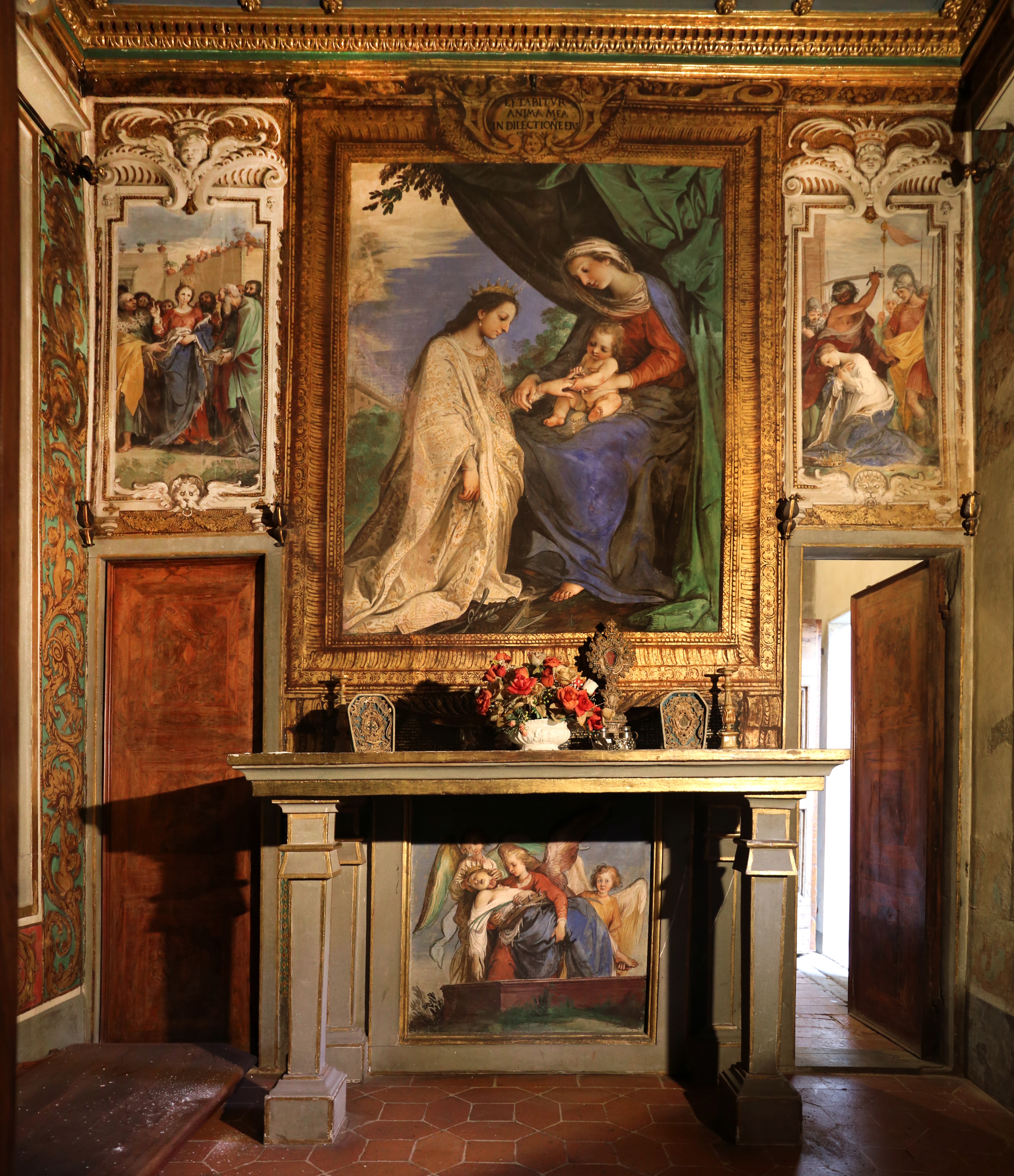
La cappella di Giovanni da San Giovanni

La cappella di Santa Caterina si trova al piano nobile del palazzo. Di piccole dimensioni, ha il soffitto a cassettoni ed è decorata con cornici in celeste ed oro e stucchi in bianco; nel 1633 il Balì Camillo Rospigliosi la fece affrescare da Giovanni da San Giovanni con episodi della vita di santa Caterina di Alessandria, patrona della cultura e, per le sue nobili origini, particolarmente cara dall'aristocrazia. 
Sopra l'altare, è rappresentato il Matrimonio mistico di santa Caterina, mentre sul paliotto è la Deposizione della santa decollata. Esse rappresentano la celebrazione della famiglia Rospigliosi: nel primo affresco la santa ha le fattezze di Caterina Rospigliosi, moglie di Girolamo e madre di Camillo e di Giulio; la Madonna ha il volto di Lucrezia Cellesi, moglie del committente, il Bambin Gesù ha le sembianze del figlio minore Alessandro Francesco Domenico, mentre gli angeli sono impersonati dai figli maggiori Jacopo e Maria Candida.

## Bibliografia

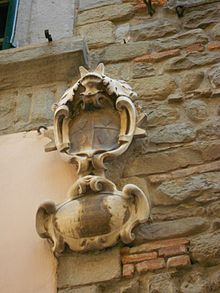
Stemma Rospigliosi sulla facciata del Palazzo di via del Duca a Pistoia